# Salt-n-Pepa
Le Salt-n-Pepa sono un gruppo musicale femminile hip hop statunitense formatosi a New York nel 1985. Vincitrici di diversi Grammy Award, hanno venduto in tutta la loro carriera oltre tredici milioni di copie tra album e singoli, diventando il gruppo femminile hip hop di maggior successo della storia. Inizialmente il gruppo era composto da Cheryl James (Salt), Sandra Denton (Pepa) e Latoya Hanson (DJ Spinderella). Nel 1986 quest'ultima ha abbandonato la formazione venendo sostituita da Deidra Roper (Spinderella).
Il gruppo si è sciolto nel 2002 ed i tre membri hanno tentato di intraprendere la carriera da soliste. In seguito alla loro esibizione in uno show nel 2005, il gruppo si riforma nel 2007. Nello stesso anno prendono parte al reality show The Salt-n-Pepa Show.
Le canzoni più note del gruppo sono i singoli di successo come Push It, Whatta Man e Let's Talk About Sex.

## Storia

### Gli esordi e i primi album
La loro prima esperienza musicale è avvenuta nel 1985 quando il gruppo, accreditato inizialmente come Super Nature, ha inciso un singolo dal titolo The Showstopper, utilizzato per la colonna sonora del film La rivincita dei nerds.
L'anno successivo, in seguito all'abbandono della formazione da parte di Latoya Hanson, sostituita immediatamente da Deidra Roper, il gruppo ha firmato un contratto con l'etichetta discografica Next Plateau Entertainment e ha iniziato a lavorare al primo disco, Hot, Cool & Vicious, uscito nel 1986 e prodotto da Hurby Azor, all'epoca manager e fidanzato di Salt. L'album ha ottenuto un discreto successo negli Stati Uniti, in particolar modo nelle classifiche R&B, supportato da singoli come My Mic Sound Nice, Tramp e Chick On The Side. In particolar modo un remix eseguito da Paul Cameron per il brano Push It, b-side di Tramp, ha riscosso un buon successo eseguito, quest'ultimo accompagnato da un remix di successo eseguito da Cameron Paul. Pubblicato come doppia a-side, ha raggiunto la seconda posizione anche in Regno Unito nel 1988.
Il gruppo ha pubblicato il suo secondo disco, A Salt with a Deadly Pepa, nel 1988, accompagnato dai singoli Shake Your Thang, Get Up Everybody (Get Up) e Twist and Shot, che hanno ottenuto un moderato successo. Il singolo più noto tratto da questo disco è stato comunque Twist and Shot, che ha bissato il successo di vendite di Push It in Regno Unito raggiungendo la quarta posizione della classifica locale dei singoli. L'intero album, comunque, ha riscosso meno successo rispetto al primo, raggiungendo la trentottesima posizione della classifica statunitense ma facendo di meglio in Regno Unito, dove si è piazzato alla diciannovesima.

### Black's Magic,Very Necessarye il successo diWhatta Man
Il terzo album del gruppo, Black's Magic, è stato pubblicato nel marzo 1990. Per la prima volta le tre ragazze hanno lavorato con altri produttori, pur continuando a far produrre alcune tracce da Hurby Azor. Dal disco sono stati estratti numerosi singoli, tra cui Expression, Do You Want Me, Let's Talk About Sex, questi ultimi due in particolare di gran successo anche in Regno Unito, dove hanno raggiunto rispettivamente la quinta e la seconda posizione della classifica dei singoli. Let's Talk About Sex ricevette molte critiche a causa del suo contenuto ritenuto spinto, in quanto la canzone parlava dell'importanza del sesso sicuro. Tuttavia riscosse un notevole successo in tutta l'Europa raggiungendo la prima posizione delle classifiche di Svizzera, Austria, Australia e Paesi Bassi.
L'album, tuttavia, ebbe uno scarso successo nella Gran Bretagna, dove ha raggiunto appena la settantesima posizione in classifica, e negli Stati Uniti bissò il trentottesimo posto del disco precedente.
Nel 1991 è stata comunque pubblicata una raccolta di remix dal titolo A Blitz of Salt-N-Pepa Hits: The Hits Remixed, contenente tutti i singoli pubblicati dal gruppo fino a quel momento in versione remix. Tra il 1991 e il 1992 sono state pubblicate altre due raccolte, Greatest Hits e Rapped in Remixes.
Il quarto disco del gruppo è stato invece pubblicato nell'ottobre 1993 dalle etichette London e Polygram ed era intitolato Very Necessary. Interamente scritto e prodotto dalle stesse Salt-n-Pepa insieme al loro storico produttore Hurby Azor, la sua uscita è stata accompagnata dalla pubblicazione dei singoli Start Me Up e Shoop dove quest'ultima è usata come colonna sonora del film del 2016 Deadpool. In particolare, questo disco conteneva il duetto con un altro gruppo R&B statunitense tutto al femminile, le En Vogue, nel brano Whatta Man, estratto come singolo e diventata una delle canzoni più celebri del gruppo, raggiungendo ragguardevoli posizioni nelle classifiche di Stati Uniti, Regno Unito e nell'intera Europa. Terminata la promozione con l'uscita di altri due singoli, Heaven or Hell e None of Your Business, il disco si è rivelato il maggior successo del gruppo fino a quel momento, avendo raggiunto la quarta posizione della classifica statunitense ed essendo apparso nelle classifiche di diversi stati europei.

### Brand New, l'ultimo album
Successivamente al successo di Very Necessary e del singolo Whatta Man, il gruppo si è artisticamente staccato dallo storico produttore Hurby Azor. Dopo aver inciso il brano Champagne per la colonna sonora del film Bulletproof, è uscito il loro quinto album, Brand New, pubblicato per l'etichetta discografica Red Ant Entertainment nel 1997. Accompagnato dalla pubblicazione dei singoli R U Ready e Gitty Up, si rivelò un insuccesso in termini di vendita, raggiungendo la trentasettesima posizione della classifica statunitense.
Nel 1998 hanno realizzato una cover del brano Ain't No Mountain High Enough, originariamente interpretata da Marvin Gaye & Tammi Terrell, per la colonna sonora del film Our Friends, Martin, mentre nel 1999 è stata pubblicata una nuova versione del loro primo successo Push It dal titolo Push It (Again). Dopo la pubblicazione di una nuova raccolta, The Best of Salt 'n Pepa, il gruppo è scomparso dalle scene discografiche.

### Il ritorno all'attività eThe Salt-n-Pepa Show
Dopo un lungo periodo di inattività, il gruppo è tornato alla notorietà nel 2007 diventando protagonista del The Salt-n-Pepa Show, programma televisivo andato in onda sull'emittente televisiva VH1. Hanno ripreso a esibirisi pubblicamente il 9 maggio 2009 con un concerto tenutosi a Honolulu, nelle Hawaii.

## Formazione
Ultima
- Cheryl James, (attualmente conosciuta come Cheryl Wray), in arte "Salt" (28 marzo 1967, Brooklyn, New York).
- Sandra Denton, in arte "Pepa" (9 novembre 1967, Kingston, Giamaica)
- Deidra "Dee Dee" Roper, in arte "Spinderella" (3 agosto 1971, Brooklyn, New York).

Ex componenti
- Latoya "DJ Spinderella" Hanson

## Discografia

### Album in studio
- 1986 – Hot, Cool & Vicious
- 1988 – A Salt with a Deadly Pepa
- 1990 – Black's Magic
- 1993 – Very Necessary
- 1997 – Brand New

#### Raccolte
- 1991 – A Blitz of Salt-n-Pepa Hits: The Hits Remixed
- 1992 – Greatest Hits
- 1992 – Rapped in Remixes
- 2000 – The Best of Salt 'n Pepa

### Singoli
- 1986 – The Showstopper
- 1987 – Tramp
- 1987 – My Mic Sounds Nice
- 1988 – Push It
- 1988 – Chick on the Side
- 1988 – Shake Your Thang
- 1988 – Get Up Everybody (Get Up)
- 1989 – Twist and Shout
- 1989 – Expression
- 1990 – Independent
- 1991 – Do You Want Me
- 1991 – Let's Talk About Sex
- 1992 – You Showed Me
- 1993 – Shoop
- 1994 – Whatta Man (feat. En Vogue)
- 1994 – Heaven of Hell
- 1994 – None of Your Business
- 1995 – Ain't Nuthin' But a She Thing
- 1996 – Champagne
- 1997 – R U Ready
- 1998 – Gitty Up
- 1999 – Push It (Again)

## Filmografia

### Cinema
- Il principe cerca figlio (Coming 2 America), regia di Craig Brewer (2021)